# 生物医药基地站
生物医药基地站，规划时曾名韩园子站，是一个位于中国北京市大兴区天宫院街道介于永大路与永兴路间的新源大街，属于北京地铁大兴线的地铁车站，2010年12月30日启用。
2021年1月20日10时15分，因天宫院街道爆发局部疫情，本站采取封闭停止运营措施。同日15时40分，本站已恢复运营。

## 位置
生物医药基地站位于新源大街，京开高速公路西侧，大兴经济技术开发区内，呈現南北走向。

## 结构

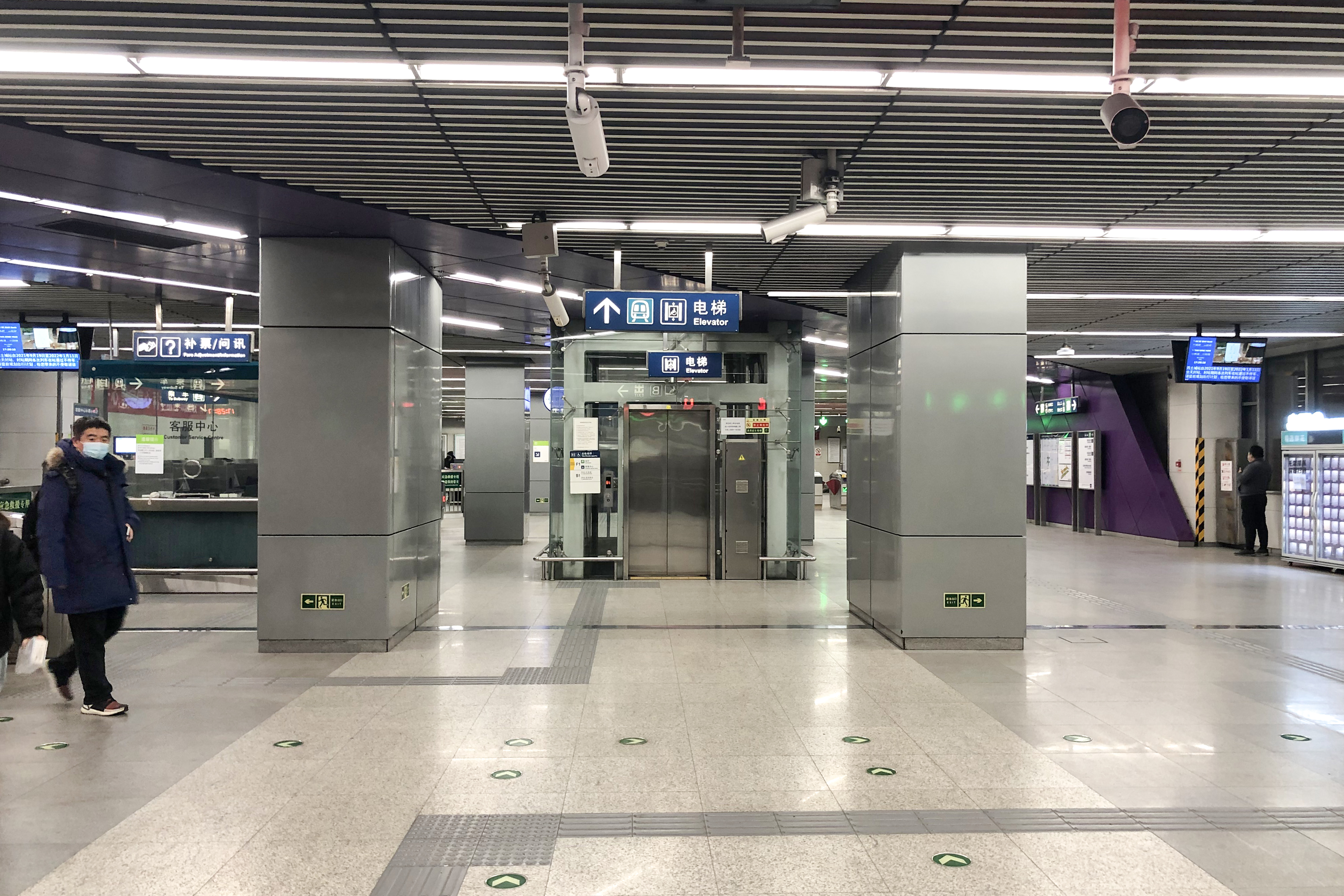
位于地面的站厅

该站为地下车站，岛式站台设计。设4个出入口：A（西北）、B（东北）、C（东南）、D（西南）。
| 地面层 站厅层   | 站厅                       | A—D出入口、客服中心、进出站闸机       |
| 地下一层 站台层 |                            | █ 大兴线往安河桥北（4号线）（义和庄） |
| 地下一层 站台层 | 岛式站台，左側開门         |                                       |
| 地下一层 站台层 | █ 大兴线往天宫院（終點站） |                                       |

## 出入口
本站的四个出入口均位于新源大街西侧，其中A、D口与龙湖北京大兴天街购物中心1层相接。
|                           |                          |                                            |      |            |
| 编号                      | 指示                     | 建议前往的目的地                           | 照片 | 无障碍设施 |
| 出口 · A · 同层           |                          | 龙湖北京大兴天街购物中心                   |      |            |
| 出口 · B · 无障碍通道标志 | 新源大街（西侧）         | 北京育才学校大兴分校、大兴生物医药产业基地 |      |            |
| 出口 · C                  | 新源大街（西侧）         |                                            |      |            |
| 出口 · D · 同层           | 龙湖北京大兴天街购物中心 |                                            |      |            |
| 註： 設有 \| 設於同一層   |                          |                                            |      |            |